# Броня Железного человека (киновселенная Marvel)
Броня́ Желе́зного челове́ка (англ. Iron Man’s armor) — механические доспехи, разработанные и модифицированные Тони Старком и используемые им в героических целях, благодаря которым он впоследствии получает псевдоним «Железный человек».
Тони Старк носил несколько разных версий брони Железного человека на протяжении девяти фильмов Кинематографической вселенной Marvel (КВМ), в том числе Mark II, который в последствии забрал Джеймс Роудс (ставший в дальнейшем бронёй Воителя). Он также создал костюм Железного паука для Питера Паркера и спасательные доспехи для Пеппер Поттс.
В фильме «Железный человек» (2008) физическая броня была создана студией «Stan Winston Studios», а цифровая версия и другие визуальные эффекты — «Industrial Light & Magic». Дальнейшее появление доспехов в КВМ в основном создавалось с помощью визуальных эффектов. Художник комиксов о Железном человеке Ади Гранов разработал броню «Mark III», а другие доспехи также были вдохновлены бронёй из комиксов.

## Дизайн и создание

Экспозиция зала доспехов на «San Diego Comic-Con» 2012, где представлены «Marks I—VII» (сзади) и «Mark XLII» (спереди)

Режиссёр фильма «Железный человек» (2008) Джон Фавро хотел, чтобы он был правдоподобным, показывая возможную конструкцию костюма «Mark III» в три этапа. Стэн Уинстон и его компания отвечали за изготовление металлических и резиновых версий доспехов. Дизайн брони «Mark I» должен был выглядеть так, будто он был построен из запасных частей: в частности, задняя часть менее бронирована, чем передняя, поскольку Тони Старк использовал свои ресурсы для атаки спереди. Это также предвещает дизайн брони «Железного торговца» Обадийи Стейна. Была создана единственная версия весом 90 фунтов (41 кг), рассчитанная на то, чтобы время от времени изнашивалась только верхняя половина. Студия «Stan Winston Studios» сделала аниматронную версию костюма Железного торговца высотой 10 футов (3 м) и весом 800 фунтов (360 кг). Аниматронику требовалось пять операторов, и он был построен на карданном подвесе для имитации ходьбы. Для снимков его постройки использовалась масштабная модель. «Mark II» напоминает прототип самолёта с видимыми закрылками.
Автор комиксов о Железном человеке Ади Гранов разработал «Mark III» вместе с иллюстратором Филом Сондерсом. Дизайн Гранова был основным источником вдохновения для фильма, и он присоединился к проекту после того, как узнал свою работу на странице Джона Фавро на MySpace. Сондерс упростил концепт-арт Гранова, сделав его более незаметным и менее мультяшным по пропорциям, а также разработал броню Воителя, но она была «вырезана из сценария примерно на полпути подготовки к съёмкам». Он объяснил, что броня Воителя «должна была называться „Mark IV“ и иметь запасные части для оружия, которые можно было бы носить поверх оригинальной брони „Mark III“», и что её «должен был носить Тони Старк в финальной битве». Фавро нанял «Industrial Light & Magic» (ILM) для создания большей части визуальных эффектов для фильма после просмотра картины «Пираты Карибского моря: На краю света» (2007) и «Трансформеры» (2007). Компании «The Orphanage» и «The Embassy Visual Effects» проделали дополнительную работу. Чтобы помочь с анимацией более изысканных костюмов, информация иногда записывалась, когда Дауни носил только шлем, рукава и грудь костюма поверх костюма для захвата движения.
Для фильма «Железный человек 2» (2010) ILM снова создала большинство эффектов, как и в первом фильме. Супервайзер визуальных эффектов компании Бен Сноу сказал, что их работа над фильмом была «тяжелее», чем та, что была в первой картине, поскольку этот раз Фавро запросил большего.
Из-за того, насколько облегающим должен был быть костюм в кейсе «Mark V», производственная группа исследовала некоторые из классических доспехов из комиксов. Одним из специфических аспектов более ранней брони была цветовая схема доспехов Серебряного Центуриона. Броня «Mark VI» была разработана Грановым и Сондерсом так, чтобы она была более гладкой, чем «Mark III», но при этом сохраняла его многие качества.
Сондерс заявил, что в фильме «Мстители» (2012) «режиссёр Джосс Уидон искал что-то, что имело бы „крутой“ фактор как у костюма из кейса (в „Железном человеке 2“), но при этом было бы полностью бронированным сверхмощным костюмом, который мог бы противостоять армии в последней битве». С этой целью Сондерс позаимствовал идеи, которые были предложены в «Железном человеке 2», а также некоторые идеи, от которых отказались в первом «Железном человеке», и объединил их вместе в одном модульном костюме. Нагрудник «Mark VII» был изменён с треугольной формы «Mark VI» на круглую форму «Mark III». «Weta Digital» взяли на себя обязанности по анимации Железного человека во время лесной дуэли. Гай Уильямс, супервайзер компании по визуальным эффектам, сказал, что самой сложной частью было воссоздание отражающих металлических поверхностей Железного человека.
В фильме «Железный человек 3» (2013) над визуальными эффектами работал Крис Таунсенд. В фильме было использовано более 2000 кадров с визуальными эффектами, и над ним работали 17 студий: «Weta Digital», «Digital Domain», «Scanline VFX», «Trixter», «Framestore», «Luma Pictures», «Fuel VFX», «Cantina Creative», «Cinesite», «The Embassy Visual Effects», «Lola», «Capital T», «Prologue» и «Rise FX. Digital Domain», «Scanline VFX» и «Trixter» трудились над отдельными кадрами с бронёй «Mark XLII», работая с разными цифровыми моделями. Студии поделились некоторыми своими файлами, чтобы обеспечить согласованность между кадрами. Для доспехов «Mark XLII» и «Iron Patriot» компания «Legacy Effects» создала частичные костюмы, которые носили на съёмочной площадке. У «Digital Domain» была небольшая команда, включённая в Marvel, где художественный отдел Marvel создавал плоские концепт-арты, включая виды спереди и сзади. Затем команда «Digital Domain» создала полные 3D-версии 14 костюмов на основе этих иллюстраций, а после передала активы Marvel и «Weta Digital» для использования в своих кадрах. Одна из проблем реализации костюмов в 3D заключалась в переработке дизайна, чтобы гарантировать, что костюмы имеют правильные физические аспекты, позволяющие демонстрировать реалистичное движение. Особенности отображения шлема на лобовом стекле были вдохновлены методами визуализации из распознавания диагностических образов МРТ и теорией графов, в частности коннектограммой, круговым графиком, который отображает все соединения белого вещества человеческого мозга.
Концепт-арт, выпущенный в марте 2014 года для фильма «Мстители: Эра Альтрона» (2015), показал наличие брони, похожей на «Халкбастер». Для фильма «Мстители: Война бесконечности» (2018) поставщик визуальных эффектов «Framestore» создал костюм Железного человека «Mark 50» на основе брони «Bleeding Edge» из комиксов, которая состоит из отдельных нанороботов, перемещающихся вокруг тела, образуя костюм. Он разрабатывался вместе с Marvel около двух лет.

## Список доспехов

### Основная броня
| Название   | Первое появление                  | Описание |
| ---------- | --------------------------------- | --- |
| Mark I     | «Железный человек»                | Создан Тони Старком и Хо Инсеном в пещере в Афганистане с целью побега от террористической группировки «Десять колец» в 2010 году. Уязвим сзади и в коленях. Имеет огнемёты и ракетную установку. Совершил один короткий полёт и затем разбился. Броня была найдена Обадайей Стейном и на её основе построена броня «Железный Торговец». После победы над Стэйном, Старк помещает броню в лабораторию в своём особняке в Малибу. В 2013 году был уничтожен во время нападения на особняк Старка по приказу Олдрича Киллиана. |
| Mark II    | «Железный человек»                | В этой броне улучшены лётные качества, добавлены проекционный дисплей и репульсоры; имеет встроенный дуговой реактор. Однако у костюма возникают проблемы с обледенением при полёте на слишком большой высоте. Для надевания и снятия брони костюму требуется специальное приспособление для сборки/снятия. Был использован Старком для уничтожения лагеря террористической организации «Десять колец». В 2013 году был уничтожен во время нападения на особняк Старка по приказу Олдрича Киллиана. |
| Mark III   | «Железный человек»                | Mark III устраняет проблему замерзания, заменяя костюм на золото-титановый сплав. Он также добавляет установленные на запястье ракеты, набедренные ракетницы и наплечные пулемёты. Это первая броня в классической красно-золотой цветовой гамме. В 2013 году был уничтожен во время нападения на особняк Старка по приказу Олдрича Киллиана. |
| Mark IV    | «Железный человек 2»              | О «Mark IV» известно немного, поскольку Тони надевает его только на презентации «Старк Экспо» 2010. Однако у него есть съёмный вручную шлем. В 2013 году был уничтожен во время нападения на особняк Старка по приказу Олдрича Киллиана. |
| Mark V     | «Железный человек 2»              | Mark V — переносной костюм в кейсе, который собирается вокруг тела Старка. О броне мало что известно, например, есть ли у неё лётные возможности. Броня окрашена в красно-серебристый цвет, как и броня Серебряного Центуриона из комиксов. Был использован Тони Старком при первом противостоянии с Иваном Ванко. В 2013 году был уничтожен во время нападения на особняк Старка по приказу Олдрича Киллиана. |
| Mark VI    | «Железный человек 2»              | Данная броня изменяет форму отверстия дугового реактора на треугольную вместо традиционной круглой. Броня также модернизирует свою артиллерию, включая гранатомёт в одной руке, ракетную установку в плече и суперлазеры для резки металла в обеих руках (заменяемое оружие, использование ограничено до одного раза). Цветовая гамма снова классическая красно-золотая. Тони Старк использует эту броню в 2012 году, с целью захвата Локи. В дальнейшем, Старк меняет «Mark VI» на «Mark VII» с целью противостояния Локи. В 2013 году был уничтожен во время нападения на особняк Старка по приказу Олдрича Киллиана. |
| Mark VII   | «Мстители»                        | Броня, надеваемая при помощи навигационных браслетов, которые он надевает в разговоре с Локи. Возвращает отверстие круглого дугового реактора. Костюм не предназначен для полётов в дальний космос. В 2013 году был уничтожен во время нападения на особняк Старка по приказу Олдрича Киллиана. |
| Mark XLII  | «Железный человек 3»              | Вид брони, которую можно вызвать удалённо, управляя каждой отдельной частью брони с помощью современных чипов в теле Старка. Имеет обратную цветовую схему по сравнению с другими основными доспехами, с золотым в качестве преобладающего цвета. В 2013 году был уничтожен Старком во время последней битвы с Олдричем Киллианом после того, как Старк приказал костюму быть надетым на последнего. |
| Mark XLIII | «Мстители: Эра Альтрона»          | Данная броня идентична «Mark XLII», но имеет обратную красно-золотую цветовую схему. «Mark XLIII» имеет беспилотный сторожевой режим, который позволяет Старку выйти из костюма и оставаться под защитой. Его также можно дополнить модульным дополнением «Mark XLIV» — «Вероника». Была использована Старком при противостоянии с организацией «Гидра» в Заковии и при нейтрализации Халка. |
| Mark XLV   | «Мстители: Эра Альтрона»          | Данный вид брони Старк носит во время финального противостояния Мстителей с Альтроном в Заковии. |
| Mark XLVI  | «Первый мститель: Противостояние» | Визуально похож на «Mark XLV» с дуговым реактором в форме пятиугольника. Шлем выдвигается и может складываться в заднюю часть костюма. В костюме используются гибридные нанотехнологии, и он является данью уважения броне «Bleeding Edge» из комиксов. Используется Тони Старком при противостоянии с командой Стива Роджерса в Германии. |
| Mark XLVII | «Человек-паук: Возвращение домой» | Преимущественно серебристая цветовая схема с головой, грудью и конечностями, также с золотым и красным. Броня визуально похожа на ту, что носил Ultimate Железный Человек в комиксах. Как и в случае с «Mark XLII», Старк может дистанционно управлять доспехами. Используется Тони Старком для помощи и спасения Питера Паркера. |
| Mark L     | «Мстители: Война бесконечности»   | Броня, известная как «Bleeding Edge», имеет ракетные двигатели, позволяющие Старку путешествовать в глубоком космосе. Броня образовывается из съёмного дугового реактора и распространяется вокруг тела Тони Старка при помощи нанотехнологий, а также имеет возможность регенерации повреждённых участков брони. Визуально эта броня основана на доспехах «Model Prime» из комиксов. Номер знака был стилизован как десятичная (50) и римская цифра (L). В броню помещена технология замораживания, образующегося в виде спрея. Лицевой дисплей брони затемнён. Броня используется Тони Старком при противостоянии с Таносом. После неудачной битвы, Старк использует шлем для записи прощального сообщения, находясь в открытом космосе без средств для спасения. |
| Mark LXXXV | «Мстители: Финал»                 | Данный вид брони схож с «Mark L», с золотыми верхними рукавами, наплечниками и немного более громоздким дизайном. Образуется также при помощи нанотехнологий, однако быстрее, чем в «Mark L». Броня имеет возможность формировать дополнительные репульсоры и щиты, а также создавать Перчатку Бесконечности. Используется Тони Старком при операции «Хрононалёт» и при противостоянии с альтернативной версией Таноса, в результате чего была серьёзно повреждена после использования Старком Камней Бесконечности. |

### Железный легион
Данные доспехи, управляемые дистанционно искусственным интеллекта Старка Д.Ж.А.Р.В.И.С.ом были созданы Тони Старком с целью помочь в различных ситуациях, с которыми он может столкнуться. Впервые они упоминаются как «Железный легион» в «Iron Man 3 Prelude» # 2 (апрель 2013). Старк впервые строит первый Железный легион из-за бессонницы, связанной с битвой в Нью-Йорке, однако в конечном итоге Старк взрывает костюмы по просьбе Пеппер Поттс. Вторая версия Железного легиона представляет собой набор дронов, созданных Тони Старком для помощи Мстителям. Однако оживший ИИ Альтрон строит себе тело из уничтоженного дрона и берёт Железный легион под свой контроль.
| Название     | Примечания |
| ------------ | --- |
| Mark VIII    | [ 18 ] |
| Mark IX      | [ 18 ] |
| Mark X       | [ 18 ] |
| Mark XI      | [ 18 ] |
| Mark XII     | [ 18 ] |
| Mark XIII    | [ 18 ] |
| Mark XIV     | [ 18 ] |
| Mark XV      | Стелс-броня, практически незаметная для вражеских систем раннего предупреждения. Хромовое покрытие на доспехах может темнеть или светлеть в зависимости от окружающей среды.                                                                                 |
| Mark XVI     | Чёрный стелс-костюм, похожий на броню «Mark XV». Однако он не имеет всего оружия и предназначен для скрытных миссий. |
| Mark XVII    | Костюм репульсорного передатчика артиллерийского уровня (RT) с увеличенной грудной клеткой RT, который может стрелять мощными залпами и узкими или широкими лучами. Он также может создавать репульсорный щит.                                               |
| Mark XVIII   | Стелс-броня артиллерийского уровня RT. |
| Mark XIX     | Высокоскоростной прототип костюма. |
| Mark XX      | Костюм для длинных дистанций. |
| Mark XXI     | Высотный костюм. |
| Mark XXII    | Прототип «War Machine» 2.0. |
| Mark XXIII   | Экстремальный тепловой костюм. |
| Mark XXIV    | Тяжёлый боевой костюм. |
| Mark XXV     | Тяжёлый костюм, предназначенный для помощи в конструировании. Его мощные руки, похожие на отбойный молоток, могут измельчать бетон и выдерживать высокие температуры и скачки напряжения.                                                                    |
| Mark XXVI    | Улучшенный вариант предыдущего костюма. |
| Mark XXVII   | Броня-хамелеон. |
| Mark XXVIII  | Костюм для радиационной зоны. |
| Mark XXIX    | Ловкий костюм для конструкций. |
| Mark XXX     | Улучшенный вариант «Серебряного центуриона». |
| Mark XXXI    | Высокоскоростной костюм центуриона. |
| Mark XXXII   | Улучшенный костюм RT. |
| Mark XXXIII  | Усиленный энергетический костюм с небольшим защитным силовым полем, который позволяет притягивать или отталкивать объекты, используя магнитную полярность. Костюм способен стрелять импульсными пушками, мощность которых возрастает по мере их продвижения. |
| Mark XXXIV   | Прототип аварийно-спасательного костюма. |
| Mark XXXV    | Спасательный костюм, предназначенный для выживания в опасных местах, с выдвижными руками и когтями, что делает его идеальным для спасения в случае стихийных бедствий.                                                                                       |
| Mark XXXVI   | Костюм для борьбы с беспорядками. |
| Mark XXXVII  | Глубоководный костюм, который был разработан для путешествий в самые глубокие части океана, где он может выдерживать экстремальное давление, и оснащён мощными рабочими фарами, обеспечивающими видимость в мутной воде.                                     |
| Mark XXXVIII | Тяжеловесный костюм, предназначенный не для боя, а для подъёма тяжестей и переноски тяжёлых предметов. |
| Mark XXXIX   | Суборбитальный скафандр, разработанный для потустороннего путешествия, со встроенным съёмным ускорителем и манёвровыми двигателями в условиях невесомости.                                                                                                   |
| Mark XL      | Гиперскоростной костюм. |
| Mark XLI     | Скелетный костюм, представляющий собой чёрно-золотую, более лёгкую версию полного костюма Железного человека, с упором на скорость и манёвренность. |

### Броня «Халкбастер»

Рекламное изображение «Mark XLIV»

| Название    | Первое появление                | Примечания |
| ----------- | ------------------------------- | --- |
| Mark XLIV   | «Мстители: Эра Альтрона»        | Модульное дополнение, известное как «Халкба́стер», было разработано Тони Старком и Брюсом Бэннером после того, как они изучили уровни силы Халка, чтобы найти способ сдерживания неконтролируемых действий Халка. Кодовое имя дополнения — «Веро́ника» (отсылка к «Archie Comics»). |
| Mark XLVIII | «Мстители: Война бесконечности» | Обновлённый «Mark XLIV», известный как «Халкбастер 2.0», отличается более гладким, менее блочным дизайном с добавлением серебра в цветовой гамме. В отличие от оригинальной брони «Халкбастер», его можно использовать отдельно, без «надевания» поверх другой брони. Бэннер использует броню «Халкбастер 2.0» во время битвы за Ваканду против сил Таноса, поскольку тогда не мог трансформироваться в Халка. Позже, Бэннер ненадолго использует его с целью сдерживания Таноса. |

### Связанное

#### Броня Воителя

Рекламное изображение War Machine Mark I

| Название                             | Первое появление                  | Описание |
| ------------------------------------ | --------------------------------- | --- |
| War Machine «Mark I»                 | «Железный человек 2»              | Первоначальная броня Железного человека «Mark II», конфискованная Джеймсом Роудсом от имени правительства США и улучшенная Джастином Хаммером, добавившим пулемёты на запястьях, миниган на правом плече и гранатомёт на левом. Броня по-прежнему сохраняет репульсоры в груди и руках. В «Iron Man 3 Prelude» Старк забирает броню у Роудса и удаляет все модификации, сделанные Хаммером.                                                                                      |
| War Machine «Mark II» / Iron Patriot | «Железный человек 3»              | Вторая версия брони Воителя, подаренная Роудсу Тони Старком. Имеет нагрудник прямоугольной формы, защищающий узел дугового реактора. В дальнейшем, Роудс, по просьбе президента США берёт прозвище «Желе́зный патрио́т» и добавляет в броню красно-бело-синюю цветовую схему, которая должна была использоваться в качестве правительственного символа «американского героя» в ответ на события в Нью-Йорке. В «Эре Альтрона» броня возвращается к серо-серебряной цветовой гамме. |
| War Machine «Mark III»               | «Первый мститель: Противостояние» | Данная версия брони схожа с её остальными версиями. В ходе сражения в Германии, Роудс случайно попадает под луч Камня Разума, выпущенного Вижном. Костюм мгновенно отключается, и Роудс падает. В результате падения, у Роудса парализует нижнюю часть тела, лишая его возможности ходить. |
| War Machine «Mark IV»                | «Мстители: Война бесконечности»   | Данная версия брони включает в себя «экзоскелет», который носится на ногах и пояснице, когда Роудс не носит полную броню, что позволяет ему ходить, несмотря на травмы позвоночника, полученные после его падения в Германии. |
| War Machine «Mark VI»                | «Мстители: Финал»                 | [ 42 ] |
| War Machine «Mark VII»               | «Мстители: Финал»                 | Доспехи, известные как броня Космического Железного Патриота, имеют красно-бело-синюю цветовую схему, похожую на обычную броню «Железного Патриота». Костюм крупнее предыдущих доспехов Воителя и был построен с использованием инопланетных технологий. Броня имеет два плечевых орудия, турели и ракетные установки, а также дополнительное вооружение на предплечьях. |

#### Другое
| Название                                              | Первое появление                  | Описание |
| ----------------------------------------------------- | --------------------------------- | --- |
| Желе́зный торго́вец (англ. Iron Monger)                 | «Железный человек»                | Броня, созданная Обадайей Стейном на основе дизайна, использованного Старком для создания доспеха «Mark I». |
| Броня́ Хлыста́ (англ. Whiplash Armor)                   | «Железный человек 2»              | Броня, созданная Иваном Ванко на основе костюмов Старка при использовании технологий Джастина Хаммера. |
| Желе́зный пау́к (англ. Iron Spider)                     | «Человек-паук: Возвращение домой» | Нанотехнологическая броня, подаренная Питеру Паркеру Тони Старком. Имеет улучшенные веб-шутеры, парашют, системы жизнеобеспечения и четыре дополнительные лапки робота-паука, выходящие из спины. Также имеется искусственный интеллект, предупреждающий носителя о повреждениях. Наночастицы, из которых состоит броня, могут быть использованы для удалённого контроля некоторых устройств: в 2024 году, Отто Октавиус из альтернативной реальности отламывает часть брони и интегририрует наночастицы, из которых состоит броня, в свои манипуляторы, однако затем, Питер Паркер, с помощью частиц берёт манипуляторы под свой контроль. |
| Mark XLIX / Спаси́тельница (англ. Rescue)              | «Мстители: Финал»                 | Сине-золотая броня, разработанная Старком для Пеппер Поттс. Пеппер использовала броню в битве за Землю. |
| Круши́тель «Ги́дры» (англ. Hydra Stomper)               | «Что, если…?»                     | Броня, созданная Говардом Старком в альтернативном 1943 году на основе энергии Тессеракта. Управляемая Стивом Роджерсом без сверхспособностей во время Второй мировой войны, броня имеет аналогичный дизайн с «Mark I», но оснащёна отражателем энергии. |
| Желе́зное се́рдце «Mark I» (англ. Ironheart Mark I)     | «Чёрная пантера: Ваканда навеки»  | Костюм, созданный Рири Уильямс под вдохновением от костюмов Тони Старка. Костюм не имеет шлема и оставляет много открытых участков, таких как колени и талия. |
| Желе́зное се́рдце «Mark II» (англ. Ironheart Mark II)}) | «Чёрная пантера: Ваканда навеки»  | Костюм, созданный Рири Уильямс с помощью вакандских технологий. В костюме есть энергетические винтовки, репульсоры и проекционный дисплей; также он позволяет находиться под водой. Рири использовала броню во время битвы армий Ваканды и Талокана, а после оставила броню в Ваканде. |

В «Avengers Campus» будет представлена эксклюзивная броня Железного человека для парков «Disney», известная как «Mark 80».

## Комментарии
1. 1 2  События фильма «Железный человек» (2008)
2. 1 2 3 4 5 6 7 8 9 10  События фильма «Железный человек 3» (2013)
3. ↑  События фильма «Железный человек 2» (2010)
4. ↑  События фильма «Мстители» (2012)
5. 1 2 3 4  События фильма «Мстители: Эра Альтрона» (2015)
6. ↑  События фильма «Первый мститель: Противостояние» (2016)
7. ↑  События фильма «Человек-паук: Возвращение домой» (2017)
8. 1 2  События фильма «Мстители: Война бесконечности» (2018)
9. 1 2 3  События фильма «Мстители: Финал» (2019)
10. ↑  События фильма «Человек-паук: Нет пути домой» (2021)
11. ↑  События первой серии — «Что, если… Капитан Картер была бы Первым мстителем?»